# Оленкин (заказник)
Оле́нкин — загальнозоологічний заказник місцевого значення в Україні. Розташований у межах Кролевецької міської громади Конотопського району Сумської області, на південь від села Мутин. 

## Опис
Площею 99,2 га. Заснований у 2011 році. Перебуває у віданні: Кролевецька райдержадміністрація, ДП «Кролевецький агролісгосп» (Червоноранківське л-во, кв. 50, вид. 18-27). 
Являє собою заплавний комплекс річки Сейм — русло річки, прибережні захисні смуги та луки. Місце мешкання та нересту видів риб, занесених до Червоної книги України (мінога українська, стерлядь), осередок перебування птахів, занесених до Червоної книги України (лелека чорний, журавель сірий, сорокопуд сірий, скопа, кулик-сорока),  місце збереження ссавців, занесених до Червоної книги України (видра річкова, горностай);  місце мешкання комах, занесених до Червоної книги України (стрічкарка блакитна, махаон, вусач мускусний, джміль моховий, ксилокопа фіолетова) та ін. 
Заказник «Оленкин» входить до складу Сеймського регіонального ландшафтного парку.